# Viggo Kampmann
Olfert Viggo Fischer Kampmann (ur. 21 lipca 1910 we Frederiksbergu, zm. 3 czerwca 1976 w Store Torøje) – duński polityk socjaldemokratyczny.
Od 1953 do 1963 był deputowanym do Folketingetu. Dwukrotnie zajmował stanowisko ministra finansów (1950, 1953–1960). W latach 1960–1962 pełnił funkcję przewodniczącego partii Socialdemokraterne i premiera Danii.